# Carei
Carei (in ungherese Nagykároly, in tedesco Grosskarol o Großkarl, in yiddish קראלי‎?, Krula) è un municipio della Romania di 22 611 abitanti, ubicato nel distretto di Satu Mare, nella regione storica della Transilvania.
Fa parte dell'area amministrativa anche la località di Ianculeşti.

## Storia
La città di Carei viene citata per la prima volta da un documento del 1335 come un possedimento della famiglia ungherese Károlyi, dal nome della quale nasce il toponimo attuale.
Facente parte del comitato di Szatmár del Regno d'Ungheria fino al 1920, passò quindi sotto il Regno di Romania, per tornare poi momentaneamente parte dell'Ungheria durante la Seconda guerra mondiale.
Riconquistata il 25 ottobre 1944 dall'esercito romeno e dall'Armata Rossa, tornò definitivamente a far parte della Romania, assieme a tutta la Transilvania settentrionale, dopo la fine della guerra in forza dei Trattati di Parigi del 1947.
Il monumento più importante della città è il Castello Karolyi, costruito nel XIII secolo e largamente rimaneggiato nel XIX secolo, circondato da un vasto parco dendrologico che ospita specie vegetali tra le più rare.

### Il Castello Karolyi

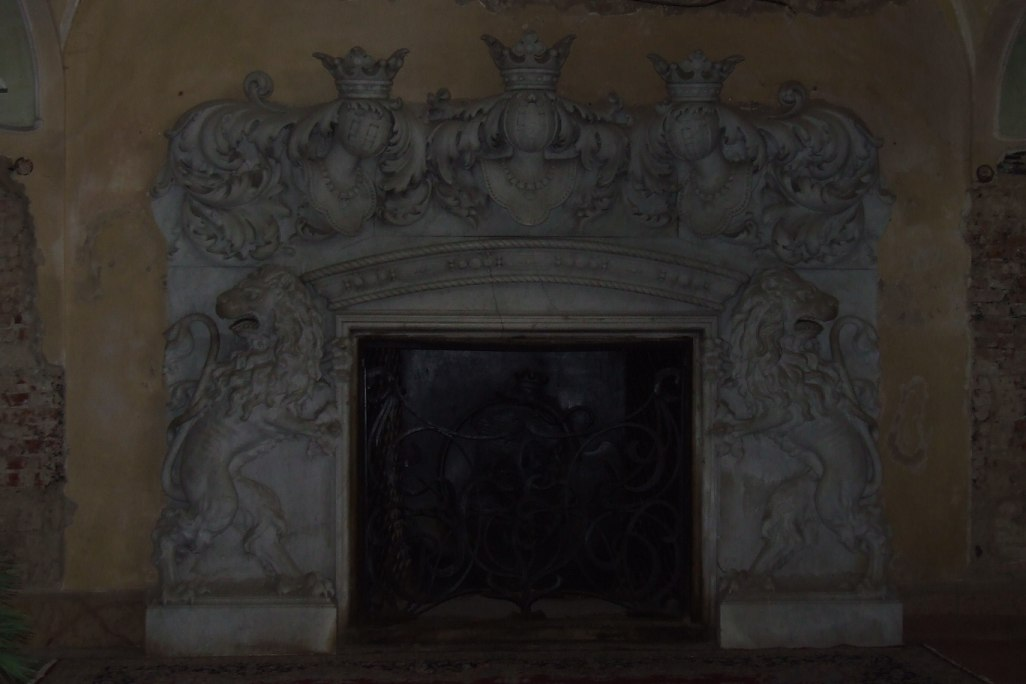
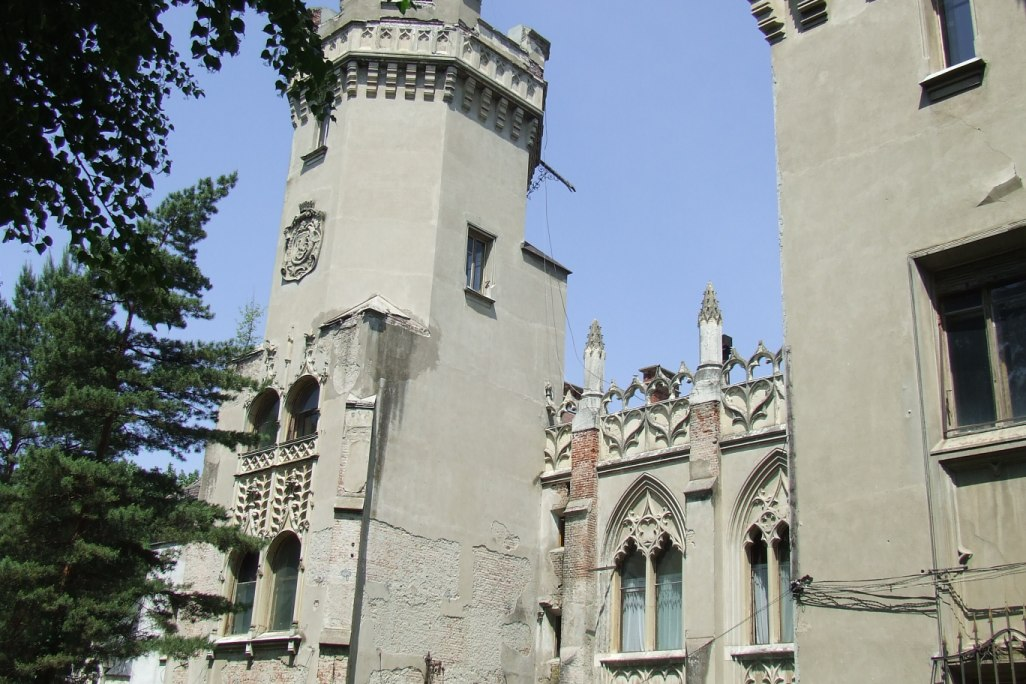
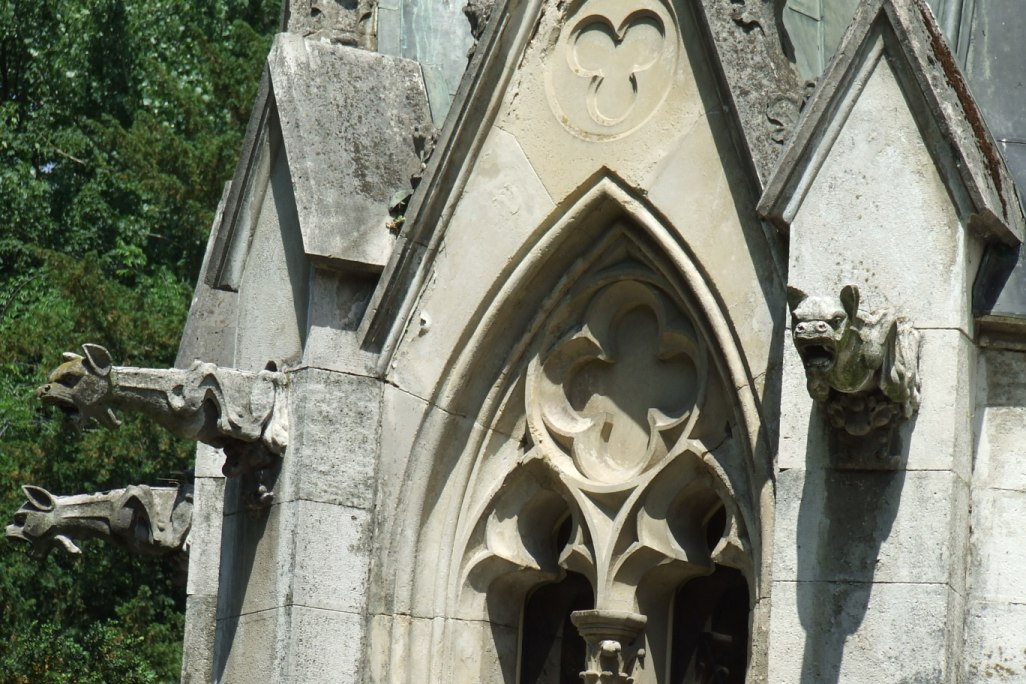
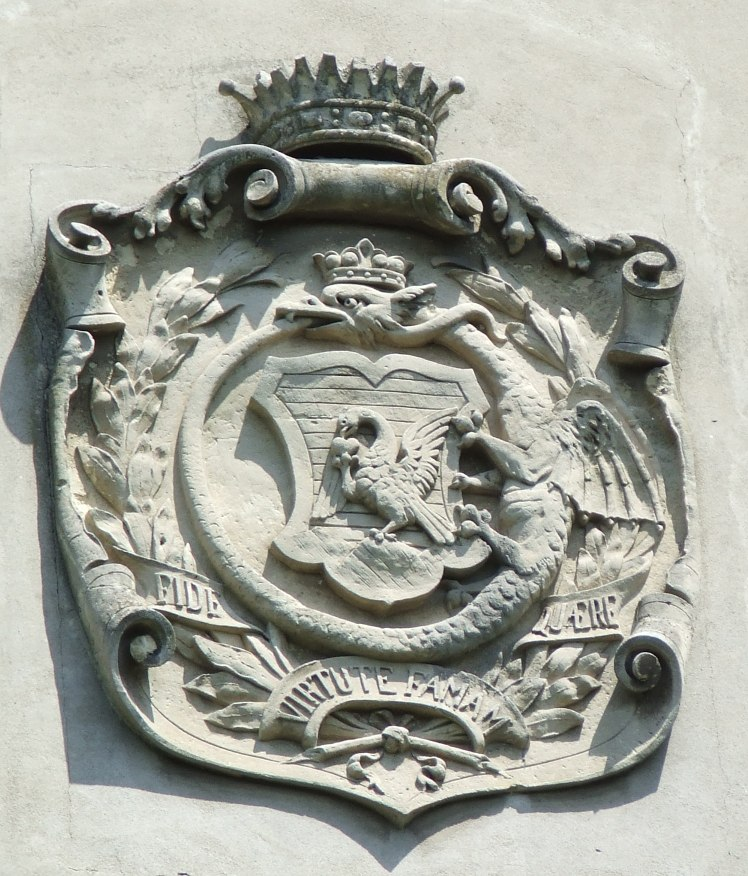
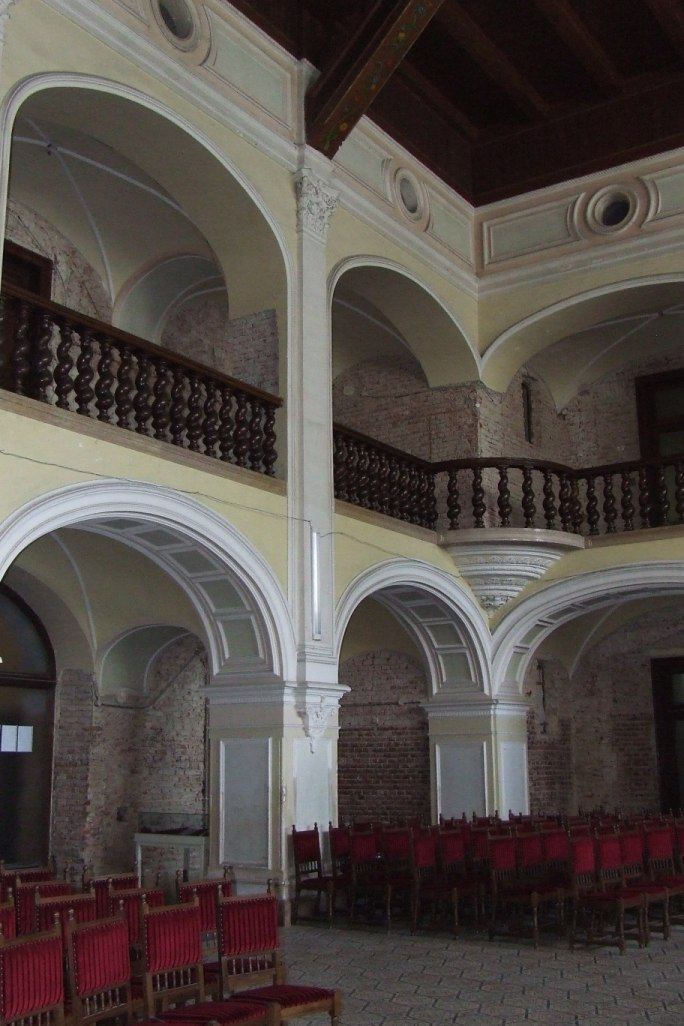
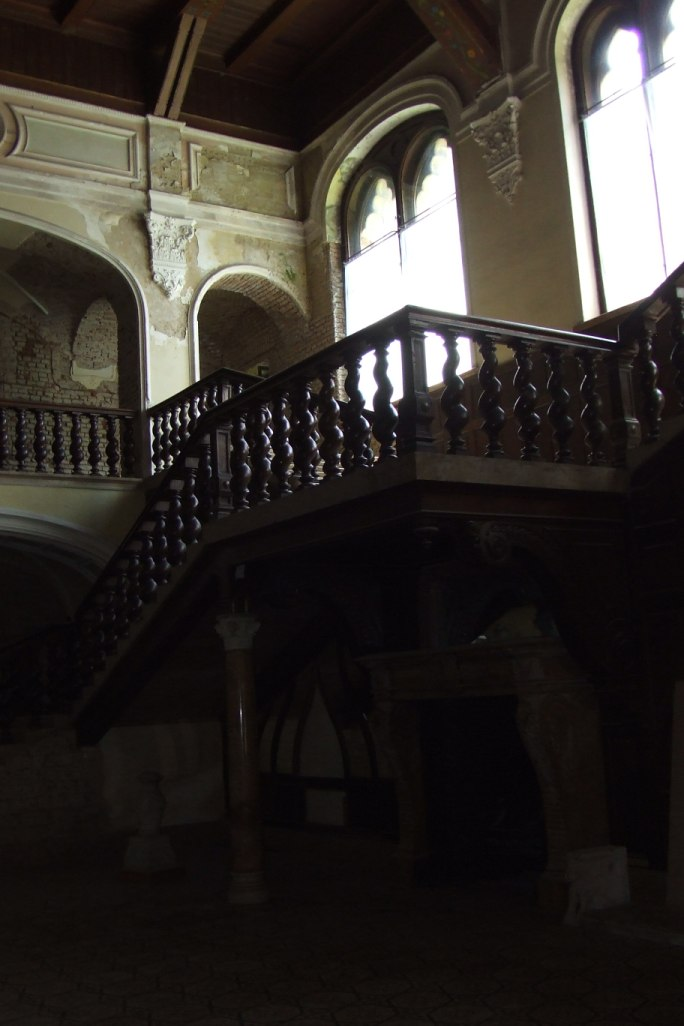
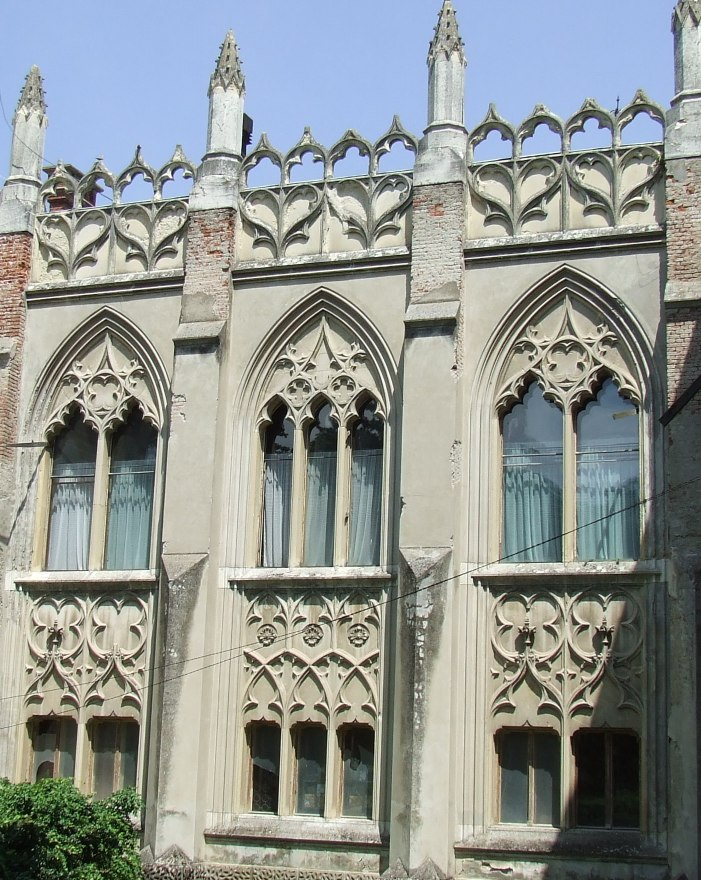
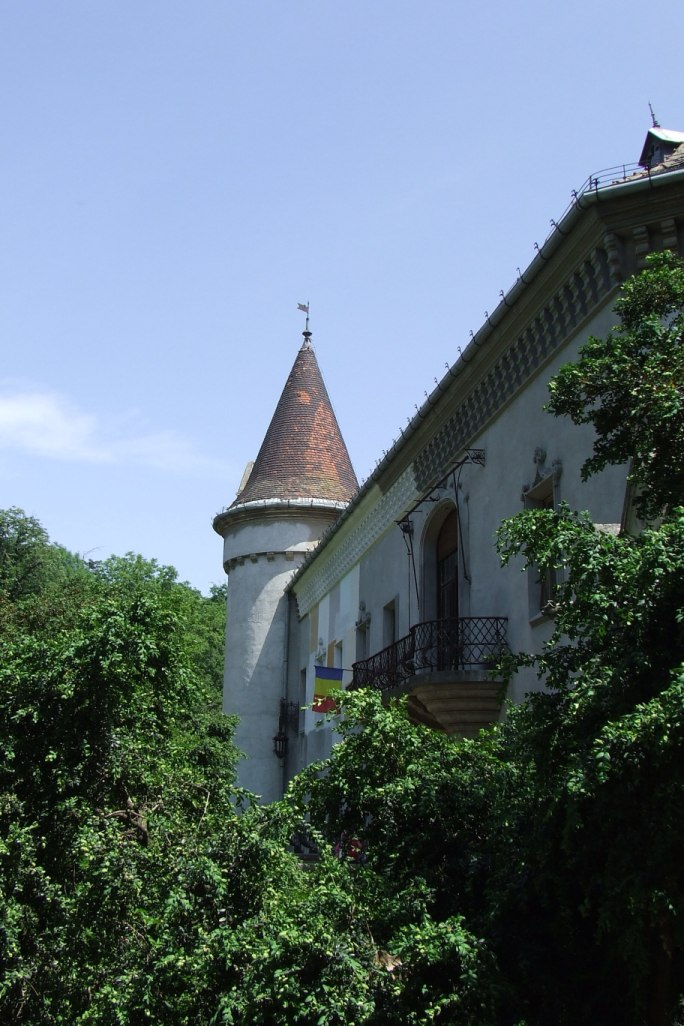

## Amministrazione

### Gemellaggi
- Orosháza
- Nyírbátor
- Mátészalka